# President's Cup 2022
El torneo President's Cup 2022 fue un torneo de tenis perteneció al ATP Challenger Tour 2022 en la categoría Challenger 80. Se trató de la 17.ª edición, el torneo tuvo lugar en la ciudad de Nur-Sultan (Kazajistán), desde el 18 de julio hasta el 24 de julio de 2022 sobre pista dura al aire libre.

## Jugadores participantes del cuadro de individuales
| Favorito | País                    | Jugador           | Rank1 | Posición en el torneo |
| -------- | ----------------------- | ----------------- | ----- | --------------------- |
| 1        | Bandera vacío           | Roman Safiullin   | 148   | CAMPEÓN               |
| 2        | Bandera del Reino Unido | Jay Clarke        | 160   | Primera ronda, retiro |
| 3        | Bandera de Kazajistán   | Dmitry Popko      | 186   | Semifinales           |
| 4        | Bandera de Kazajistán   | Mikhail Kukushkin | 221   | Segunda ronda         |
| 5        | Bandera de Kazajistán   | Timofey Skatov    | 227   | Primera ronda         |
| 6        | Bandera vacío           | Evgeny Karlovskiy | 239   | Segunda ronda         |
| 7        | Bandera vacío           | Evgeny Donskoy    | 243   | Cuartos de final      |
| 8        | Bandera de Ucrania      | Illya Marchenko   | 282   | Primera ronda         |

- 1 Se ha tomado en cuenta el ranking del 11 de julio de 2022.

### Otros participantes
Los siguientes jugadores recibieron una invitación (wild card), por lo tanto ingresan directamente al cuadro principal (WC):
- Grigoriy Lomakin
- Dostanbek Tashbulatov
- Beibit Zhukayev

Los siguientes jugadores ingresan al cuadro principal tras disputar el cuadro clasificatorio (Q):
- Alafia Ayeni
- Yankı Erel
- Hong Seong-chan
- Ivan Liutarevich
- Nam Ji-sung
- Dominik Palán

## Campeones

### Individual Masculino
- Roman Safiullin derrotó en la final a  Denis Yevseyev, 2–6, 6–4, 7–6(2)

### Dobles Masculino
- Nam Ji-sung /  Song Min-kyu derrotaron en la final a  Andrew Paulson /  David Poljak, 6–2, 3–6, [10–6]